# Andrew Harmon Cozzens
Andrew Harmon Cozzens (Denver, 3 agosto 1968) è un vescovo cattolico statunitense, dal 18 ottobre 2021 vescovo di Crookston.

## Biografia
Andrew Harmon Cozzens è nato a Denver, nel Colorado, il 3 agosto 1968 ed è l'ultimo dei tre figli Jack e Judy Cozzens.

### Formazione e ministero sacerdotale
Nel 1991 ha conseguito il Bachelor of Arts in letteratura inglese e filosofia presso il Benedictine College di Atchison. Al college ha contribuito a fondare un gruppo studentesco pro-life e un gruppo di preghiera carismatico. Nel 1990 è stato arrestato più volte per aver bloccato l'accesso alle cliniche dove si praticavano interruzioni volontarie di gravidanza e ha scontato diverse settimane di carcere. Dopo un periodo di discernimento, che tra il 1991 e il 1992 lo ha visto al servizio come missionario con i NET Ministries, un'organizzazione cattolica dedita alla diffusione del Vangelo tra i giovani, è stato ammesso alla Saint Paul Seminary School of Divinity. Nel 1992 è stato membro fondatore dell'Associazione Sacerdotale Diocesana Companions of Christ. Si è laureato con una tesi intitolata "The eucharist makes the Church: the foundations of post Vatican II Communio ecclesiology in the eucharistic ecclesiology of Henri du Lubac".
Il 23 novembre 1996 è stato ordinato diacono nella cappella di Santa Maria del seminario "San Paolo" di Saint Paul da monsignor Lawrence Harold Welsh, vescovo ausiliare di Saint Paul e Minneapolis. Il 31 maggio dell'anno successivo è stato ordinato presbitero per l'arcidiocesi di Saint Paul e Minneapolis nella cattedrale di San Paolo a Saint Paul da monsignor Harry Joseph Flynn. In seguito è stato vicario parrocchiale della parrocchia della cattedrale di San Paolo a Saint Paul dal 1997 al 2000 e della parrocchia del Sacro Cuore, di San Lorenzo e dell'Immacolata Concezione a Faribault dal 2000 al 2002. Nel 2002 ha conseguito la licenza in teologia presso la Pontificia università "San Tommaso d'Aquino" a Roma. Lo stesso anno si è trasferito a Roma per gli studi di dottorato in teologia dogmatica presso lo stesso ateneo che ha concluso nel 2008 con un elaborato intitolato "Imago Vivens Iesu Christi Sponsi Ecclesiæ: The Priest as a Living Image of Jesus Christ, Bridegroom of the Church, through the Evangelical Counsels". A Roma ha prestato servizio come cappellano delle Missionarie della Carità dal 2002 al 2006. Nel 2006 è entrato a far parte dello staff della facoltà del seminario "San Paolo" come assistente professore di teologia sacramentale, formatore e direttore della liturgia, rimanendovi fino alla nomina a vescovo. È stato anche direttore assistente dell'ufficio arcidiocesano del culto dal 2008 al 2010, membro del Mission Advisory Council and Corporate Board dell'Institute for Priestly Formation di Omaha dal 2010, del consiglio di amministrazione di St. Paul's Outreach dal 2011 e co-cappellano del Serra Club di Saint Paul e Minneapolis dal 2011.

### Ministero episcopale

Stemma di monsignor Cozzens come vescovo ausiliare di Saint Paul e Minneapolis.

L'11 ottobre 2013 papa Francesco lo ha nominato vescovo ausiliare di Saint Paul e Minneapolis e titolare di Bisica. Ha ricevuto l'ordinazione episcopale il 9 dicembre successivo nella cattedrale di San Paolo a Saint Paul dall'arcivescovo metropolita di Saint Paul e Minneapolis John Clayton Nienstedt, co-consacranti l'arcivescovo emerito della stessa arcidiocesi Harry Joseph Flynn e il vescovo di Duluth Paul David Sirba.
Ha prestato servizio come vicario episcopale per l'educazione cattolica e ha supervisionato il processo sinodale dell'arcidiocesi e gli uffici per il ministero latino, per l'evangelizzazione e per il matrimonio, la famiglia e la vita.
Cozzens e Lee Anthony Piché, entrambi vescovi ausiliari di Saint Paul e Minneapolis, sono stati coinvolti in un'indagine sulla cattiva condotta dell'arcivescovo John Clayton Nienstedt. I risultati dell'investigazione sono stati consegnati all'arcivescovo Carlo Maria Viganò, nunzio apostolico negli Stati Uniti d'America. Il 15 giugno 2015 Nienstedt e Piché si sono dimessi. Tuttavia, ripensando all'inchiesta, Cozzens ha affermato che era "destinata a fallire" e che erano necessarie diverse misure per le indagini contro i vescovi.
In risposta allo scandalo riguardante Theodore Edgar McCarrick, Cozzens ha sostenuto la creazione di un comitato di revisione nazionale composto da membri sia religiosi sia laici per indagare sulle accuse di cattiva condotta contro i vescovi.
Dal 15 agosto 2018 al 1º gennaio 2019, ovvero nel periodo tra il pensionamento di monsignor Aloysius R. Callaghan e l'inizio del mandato di padre Joseph C. Taphorn, è stato rettore ad interim della Saint Paul Seminary School of Divinity.
Nel gennaio del 2020 ha compiuto la visita ad limina.
Alla riunione del giugno del 2021 della Conferenza dei vescovi cattolici degli Stati Uniti, monsignor Cozzens, in qualità di presidente del comitato per l'evangelizzazione, ha annunciato un risveglio eucaristico nazionale che inizierà nel 2022. Ha ottenuto promesse di sostegno finanziario da donatori cattolici, organizzazioni dei mezzi di comunicazione e volontari. Ha detto che il rilancio si concentrerà su piccole unità locali come le famiglie. L'organizzazione sarà su tre livelli: parrocchiale, diocesana e nazionale e che l'obiettivo è promuovere una nuova devozione all'Eucaristia.
Il 18 ottobre 2021 lo stesso papa Francesco lo ha nominato vescovo di Crookston. Ha preso possesso della diocesi il 6 dicembre successivo.
Attualmente ricopre il ruolo di presidente dei consigli di amministrazione di NET Ministries, St. Paul's Outreach, The Institute for Priestly Formation e The Seminary Formation Council.
Oltre all'inglese, conosce lo spagnolo e l'italiano.

## Opere
- The eucharist makes the Church: the foundations of post Vatican II Communio ecclesiology in the eucharistic ecclesiology of Henri du Lubac, 1997.
- Imago vivens Iesu Christi sponsi ecclesiæ: the priest as a living image of Jesus Christ the bridegroom of the church through the Evangelical Counsels, 2008,  pp. xii, 421.

## Genealogia episcopale
La genealogia episcopale è:
- Cardinal Scipione Rebiba
- Cardinale Giulio Antonio Santori
- Cardinale Girolamo Bernerio, O.P.
- Arcivescovo Galeazzo Sanvitale
- Cardinale Ludovico Ludovisi
- Cardinale Luigi Caetani
- Cardinale Ulderico Carpegna
- Cardinale Paluzzo Paluzzi Altieri degli Albertoni
- Papa Benedetto XIII
- Papa Benedetto XIV
- Papa Clemente XIII
- Cardinale Marcantonio Colonna
- Cardinale Giacinto Sigismondo Gerdil, B.
- Cardinale Giulio Maria della Somaglia
- Cardinale Carlo Odescalchi, S.I.
- Cardinale Costantino Patrizi Naro
- Cardinale Lucido Maria Parocchi
- Papa Pio X
- Cardinale Gaetano De Lai
- Cardinale Raffaele Carlo Rossi, O.C.D.
- Cardinale Amleto Giovanni Cicognani
- Cardinale Pio Laghi
- Cardinale Adam Joseph Maida
- Arcivescovo John Clayton Nienstedt
- Vescovo Andrew Harmon Cozzens